# Treni RET tipo RSG3, SG3 e HSG3
I treni RSG3 (tram articolato rapido RandstadRail a 3 sezioni), SG3 (tram articolato rapido a 3 sezioni), e HSG3 (tram articolato rapido Hoekse Lijn a 3 sezioni) sono treni a tre casse utilizzati da RET sulla metropolitana di Rotterdam.
I treni appartengono alla famiglia Flexity Swift, costruita da Bombardier.

## Storia
Il primo ordine fu commissionato nel 2005.
La prima consegna (di 11 RSG3) è avvenuta tra il 2008 e il 2009, come materiale rotabile per servire la linea della metropolitana tra Rotterdam e L'Aia (facente parte della rete RandstadRail, da cui i treni prendono il nome), in sostituzione dei treni SG2.
Nel 2009 inizia la consegna degli SG3 (sempre in sostituzione degli SG2) destinati alle linee A, B e C, che raggiungono il numero totale di 42 unità.
Nel 2015 inizia la consegna degli HSG3, destinati alla futura Hoekse Lijn, per un totale di 22 unità.

## Caratteristiche tecniche
Le caratteristiche dei tre modelli (RSG3, SG3 e HSG3) sono pressoché identiche, a meno di marcate differenze estetiche.
I treni sono composti da tre elementi intercomunicanti, con una capacità totale di 271 passeggeri (104 a sedere, 166 in piedi e 1 posto per disabili) e seguono le recenti norme europee relative a incidenti e incendi.
Le dotazioni di bordo comprendono aria condizionata, videosorveglianza e un sistema informativo video, i sedili sono imbottiti.